# Коктейль Молотова

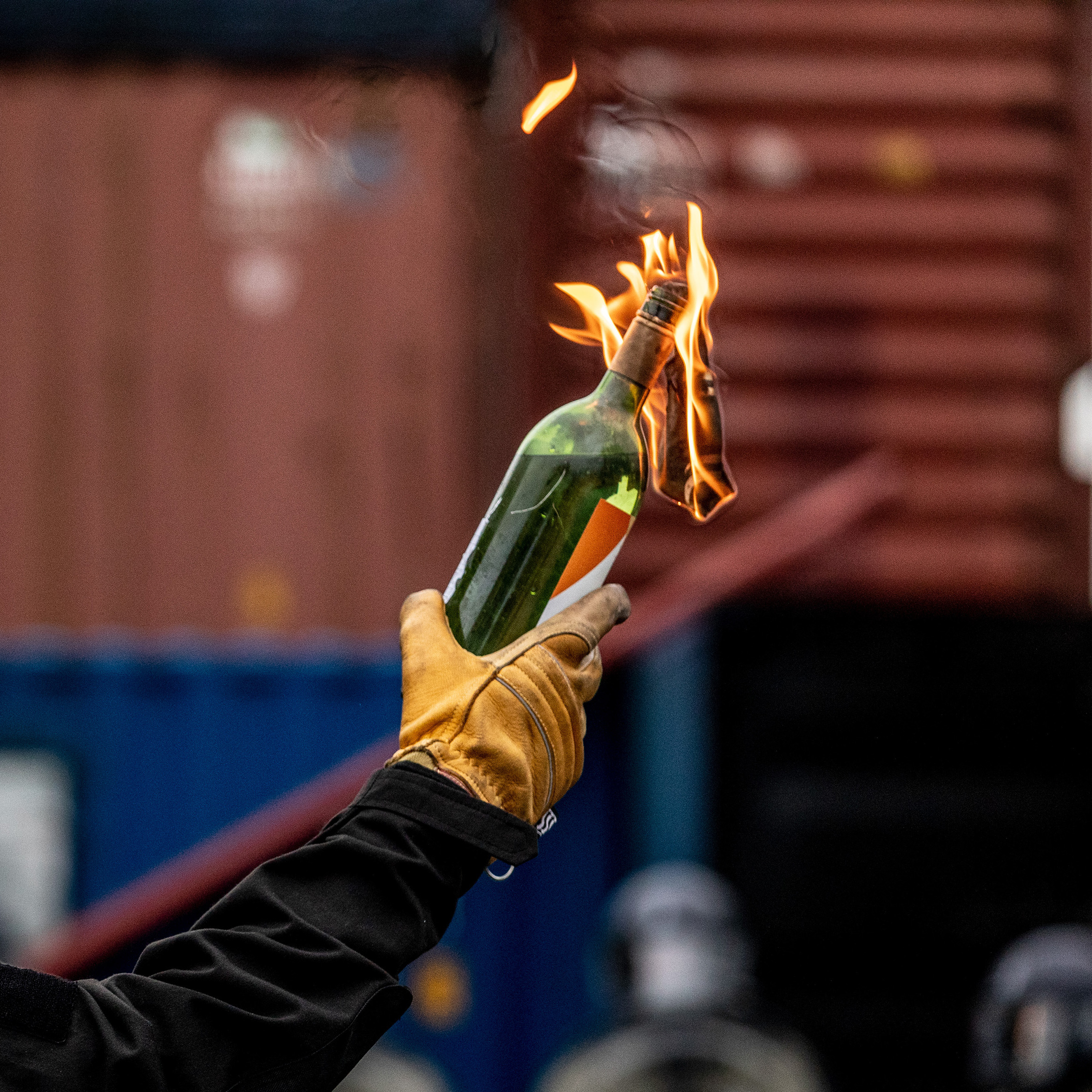
«Коктейль Молотова» з запаленим ґнотом

Кокте́йль Мо́лотова, інша назва Кокте́йль для Мо́лотова, в Україні також Банде́ра-Смузі, Узвар Банде́ри або Узвар по-банде́рівськи — це загальна назва найпростішої саморобної запалювальної зброї на основі легкозаймистої суміші (бензину, розчинника, спирту тощо), налитої в скляну ємність. Оскільки таку бомбу чи гранату легко виготовити з підручних матеріалів, її часто використовують під час партизанських та вуличних війн, акцій громадянської непокори.
Коктейль Молотова діє як запалювальний пристрій — він не є вибуховою речовиною (сам «коктейль»), чи вибуховим пристроєм («снаряд»).

## Історія назви
Цю назву запалювальній суміші дали фіни під час радянсько-фінської війни 1939—1940 років, назвали її «на честь» тогочасного радянського міністра закордонних справ В'ячеслава Молотова — одного з підписантів Пакту Молотова — Ріббентропа. Пакт окреслював сфери впливу Радянського Союзу та нацистської Німеччини. Зазначені в Пакті території в подальшому були швидко захоплені Радянським Союзом і Німеччиною відповідно.
Радянський Союз вторгся у Фінляндію 30 листопада 1939 року, всього за кілька місяців після поділу Польщі між ним і Німеччиною. Взимку 1939⁣ — ⁣1940 років Радянський Союз почав бомбардувати територію Фінляндії касетними бомбами РРАБ-3. Бомба була завдовжки 2,25 метра і діаметром 0,9 метра. Містила 60 маленьких запалювальних бомб. Завдяки хвостовому оперенню бомба крутилася при падінні, відцентровою силою розкидаючи маленькі бомби.
Попри обурення міжнародної спільноти Ліги Націй Молотов заперечував всі факти і натомість сказав, що СРСР з літаків не бомбить Фінляндію, а скидає продовольство та допомогу для населення. Відтак фіни прозвали радянську авіаційну бомбу РРАБ-3 «хлібними кошиками» Молотова. В супротив фіни за аналогією свої запальні пляшки назвали «коктейль для Молотова». Оскільки радянські танки того часу заправлялися легкозаймистим бензином, а не дизпаливом, «коктейлі» виявилися ефективним засобом їхнього знищення.
Спочатку назва вживалася тільки до суміші, що палає безпосередньо, але скоро назва закріпилася за виробом з пляшки з горючою сумішшю. З плином часу, а також, можливо, внаслідок спотворень при перекладі з однієї мови іншою, назва трансформувалася в «коктейль Молотова».

## Застосування

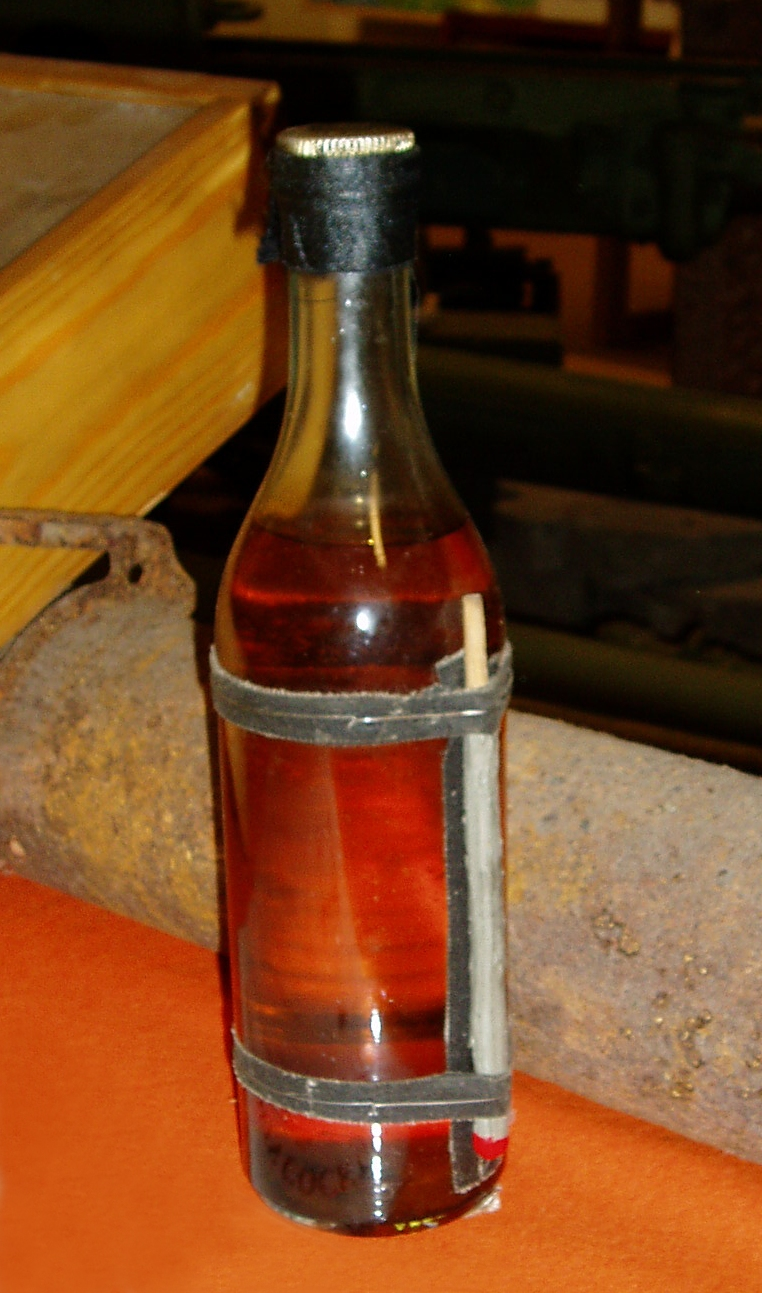
Серійний «коктейль Молотова», який виготовляла фінська алкогольна монополія ALKO протягом Другої світової війни. Пляшка оснащена запалювальним сірником, а не запалювальною ганчіркою, як зазвичай

### Попередники
Перше використання пристроїв, подібних до «коктейлів Молотова», зафіксовано 1871 року. Група жінок, відомих як «нафтовиці», допомагала Паризькій комуні, влаштовуючи такими гранатами підпали. Проте «нафтовиці» все ж були більше легендарним образом, а підпали скоювали звичайні члени комуни традиційними засобами. В цілому винахід «коктейлю Молотова» приписується багатьом повстанським рухам, але його радше винаходили багато разів незалежно один від одного.

### XX століття
Застосування в Першій світовій війні танків спонукало шукати способи ефективної протидії їм піхотою. Міцна броня могла пробиватися зв'язками гранат, які закидалися на дах танка, і саме цей засіб лишався основним. Проте вже тоді зафіксовано використання проти танків вогнеметів. Усі ці випадки об'єднує те, що з танками боролися добре озброєні регулярні війська. Повстанці в Марокко 1925 року намагалися обливати танки бензином, щоб потім підпалити, але тим самим наражали себе на небезпеку обстрілу машинами, що рухалися позаду.
У громадянській війни в Іспанії 1936 року республіканські сили послуговувалися проти націоналістів радянськими танками Т-26, БТ-5, та італійськими танкетками L3/35. В іспанців було дуже мало спеціалізованої протитанкової зброї, і деякий час бронетехніка мала перевагу. Проте саморобні протитанкові гранати з пляшок з горючою сумішшю в бою під містом Сесенья за 30 км від Мадрида дозволили фалангістам відбили атаку республіканської танкової колони. Республіканці також використовували аналогічні запалювальні гранати проти танків націоналістів. Дим проникав у відділення екіпажу, змушуючи його зупинити техніку чи й покинути її, а полум'я шкодило гумовим колесам.
У радянсько-фінській війні радянська армія набагато перевершувала фінську за кількістю танків: 2 тис. своїх проти 26 фінських. Однак танкам було складно перетинати фінські ландшафти з лісами, пагорбами та великими валунами. Це обмежувало маршрути просування танків, чим фіни користувалися для закидання їх пляшками із запальною сумішшю. Успіх такої тактики і зумовив закріплення фінської назви «коктейль Молотова». На заводі ALKO в селі Раям'яки було налагоджено випуск пляшок із запалювальною сумішшю з бензину та дьогтю. Всього за війну їх випустили 542 тис., а використали щонайменше 70 тис. із них. Фінські захисники підбили майже 2 тис. російських танків і близько 400 з них були знищені вогнем, переважно з «коктейлів Молотова».
Битва на річці Халхин-Гол 1939 року між Монголією та Маньчжоу-Го, стала причиною важких бої між японськими та радянськими військами. Не маючи протитанкового обладнання, японська піхота атакувала радянські танки пляшками з бензином.
Британське військове відомство, побоюючись нападу Німеччини, з 1940 року поширювало інструкції з виготовлення «коктейлів Молотова». До серпня 1941 року британська армія виготовила 6 млн «коктейлів» під назвою «Граната № 76» (відомі також як Albright & Wilson, AW) з бензеном і фосфором, але вони ніколи не використовувалися масово.
Радянський Союз під час німецько-радянської війни («Великої вітчизняної» в російській історіографії) 1941—1945 років взяв «коктейлі Молотова» на озброєння. В 1940 році було розроблено спеціальну запалювальну суміш із сірковуглецю, білого фосфору та гасу, названу КС («Качугин-Солодовник» за іменами винахідників, солдатами розшифровувалася як «коктейль смерті» чи «коньяк старий» за характерний колір). Такими бомбами знищили близько 2,5 тис. танків, САУ та бронемашин. З часом в СРСР розробили різні суміші та хімічні й піротехнічні запали. КС стали основою для «вогневих валів» або «вогневих полів» — замінованих територій, де звичайними протитанковими мінами підпалювалися численні пляшки з займистою сумішшю. Польська армія розробила суміш із сірчаної кислоти, цукру та хлорату калію, яка спалахувала при ударі, що усунуло необхідність у запаленому ґноті.
Коли Німеччина вторглася в Радянський Союз у червні 1941 року, німецькі війська зіткнулися з багатьма танками Т-26 і БТ, а також удосконаленими середніми танками Т-34 і добре броньованими важкими танками серії КВ. Основна німецька протитанкова зброя, 37-мм гармата Pak 36 AT, була вкрай неефективною проти них. Тож «Коктейль Молотова» став частиною арсеналу «Panzerknacker». Німецькі війська використали ідею бензинової бомби, беручи 5-игалонну каністру з бензином, що підпалювалася стандартною гранатою Stielhandgranate 24.
Конструкція та використання «коктейлів Молотова» не було секретом і для американських військ, вони використовувалися на навчаннях у Другій світовій війні, зокрема в Навчальному центрі хімічної війни у Форт-Белвуарі, штат Вірджинія. Проте широке бойове використання «коктейлів Молотова» американцями невідоме. Натомість США використовували «скляну гранату» МЗ з сумішшю на основі бензину, призначену для підпалу будівель.
Захисники Кібуца боролися в 1948—1949 роках за незалежність Ізраїлю «коктейлями Молотова».
«Коктейлі Молотова» використовувався угорцями під час повстання проти Радянського вторгнення 23 жовтня — 11 листопада 1956 року і меншою мірою під час Празької весни в серпні 1968 року.
«Коктейлі Молотова» застосовувалися в США під час протестів 1960-70-х років проти колоніальної агресії у В'єтнамі та расизму. В 1973 році ветерани Інтернаціональних бригад приєдналися до Руху американських індіанців у Вундед-Ні, стримуючи провладні сили «коктейлями Молотова» та іншою зброєю.

### XXI століття

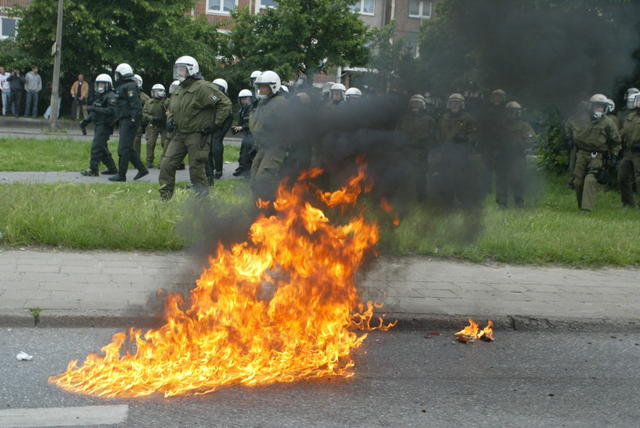
Коктейль Молотова під час анти-G8 демонстрації в місті Росток, 2007

Під час другої битви при Фаллуджі 2004 року морські піхотинці США, використовували пляшки із запальною сумішшю, зроблені з «однієї частини рідкого мийного засобу для прання, і двох частин бензину» для «випалювання» своїх ворогів з будинків.
Під час Арабської весни 2010—2012 років, у тому числі в Каїрі, проурядові сили закидали протестувальників коктейлями Молотова. Під час Бахрейнського повстання протестувальники використовували пляшки із запальною сумішшю проти сил безпеки.
У Бангладеш під час антиурядових протестів під час національних виборів 2014 року багато автобусів та автомобілів закидали «коктейлями Молотова».
В новітній історії України «коктейль Молотова» наймасштабніше використовувався демонстрантами-активістами під час протистояння внутрішнім військам 19-20 січня 2014 року, коли за допомогою суміші було спалено 6 одиниць техніки. А також 19-20 лютого 2014 року, коли було спалено 2 БТРи та 2 водомети під час спроби штурму урядовими військами барикад Євромайдану. Крім того, є свідчення українських журналістів, що спецпідрозділ «Беркут» теж використовував коктейль Молотова проти мітингувальників.
Аналогічна зброя застосовувалася на протестах у Гонконзі проти закону про екстрадицію 2019 року, у Портленді проти свавілля поліції та федеральних агентів 2020 року.
З початком Російського вторгнення в Україну (2022) коктейль Молотова почали масово використовувати проти російських окупантів. У місті Львів цей коктейль почали називати «Бандера-смузі» або «Узвар Бандери».

## Рецептура і виготовлення

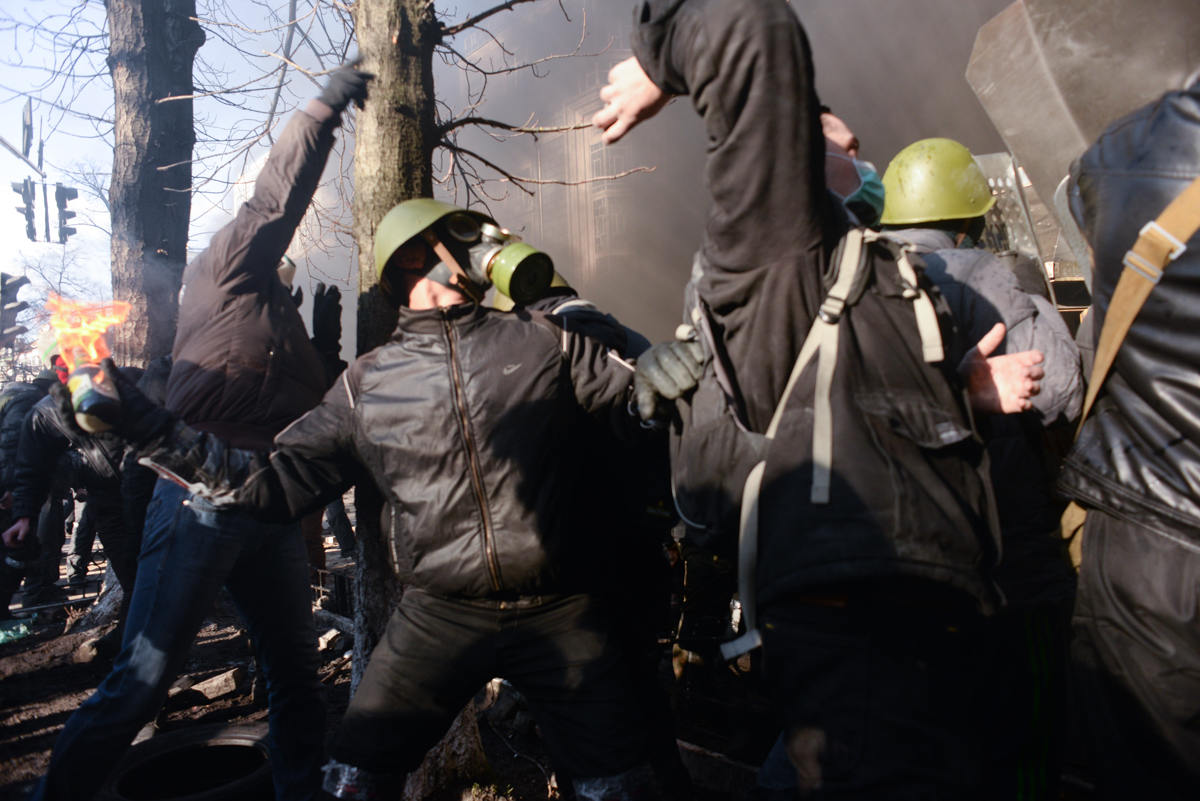
Кидання «Молотова» під час Революції гідності

Найперші запалювальні бомби такого типу були банками, в які запихався край просоченої бензином ковдри. При киданні ковдру підпалювали. Влучивши в гусеницю танка, вона заплутувалася там. Горіння пошкоджувало гумові колеса тодішніх танків, підпалювало карбюратор і дезорієнтовувало екіпаж.

Принцип дії «коктейлю Молотова» схожий із запалювальним боєприпасом. Легкозаймиста горюча суміш наливається в ємність, яка легко розбивається від удару об ціль. В результаті суміш розливається по поверхні та спалахує від запаленого ґноту, або самозапалюється від контакту з киснем повітря. Додаткові компоненти до пального в суміші використовуються для збільшення часу горіння, підвищення температури полум'я (та відповідно утруднення процесу гасіння такого полум'я) чи для кращого налипання до поверхні. Паливом слугують бензин, дизельне паливо, метанол, скипидар, реактивне паливо та ізопропіловий спирт, як окремо, так і в сумішах. До палива можуть додаватися розчинники, пінопласт, харчова сода, вазелін, дьоготь, смужки гуми, нітроцелюлоза, моторне мастило, гумовий клей, мийний засіб і господарське мило, що збільшують в'язкість суміші, сприяють її налипанню на ціль і/або створюють клуби густого диму. Для ґноту використовуються натуральні волокна, такі як бавовна або вовна — вони горять краще, ніж синтетичні (нейлон, віскоза тощо), які при горінні плавляться.

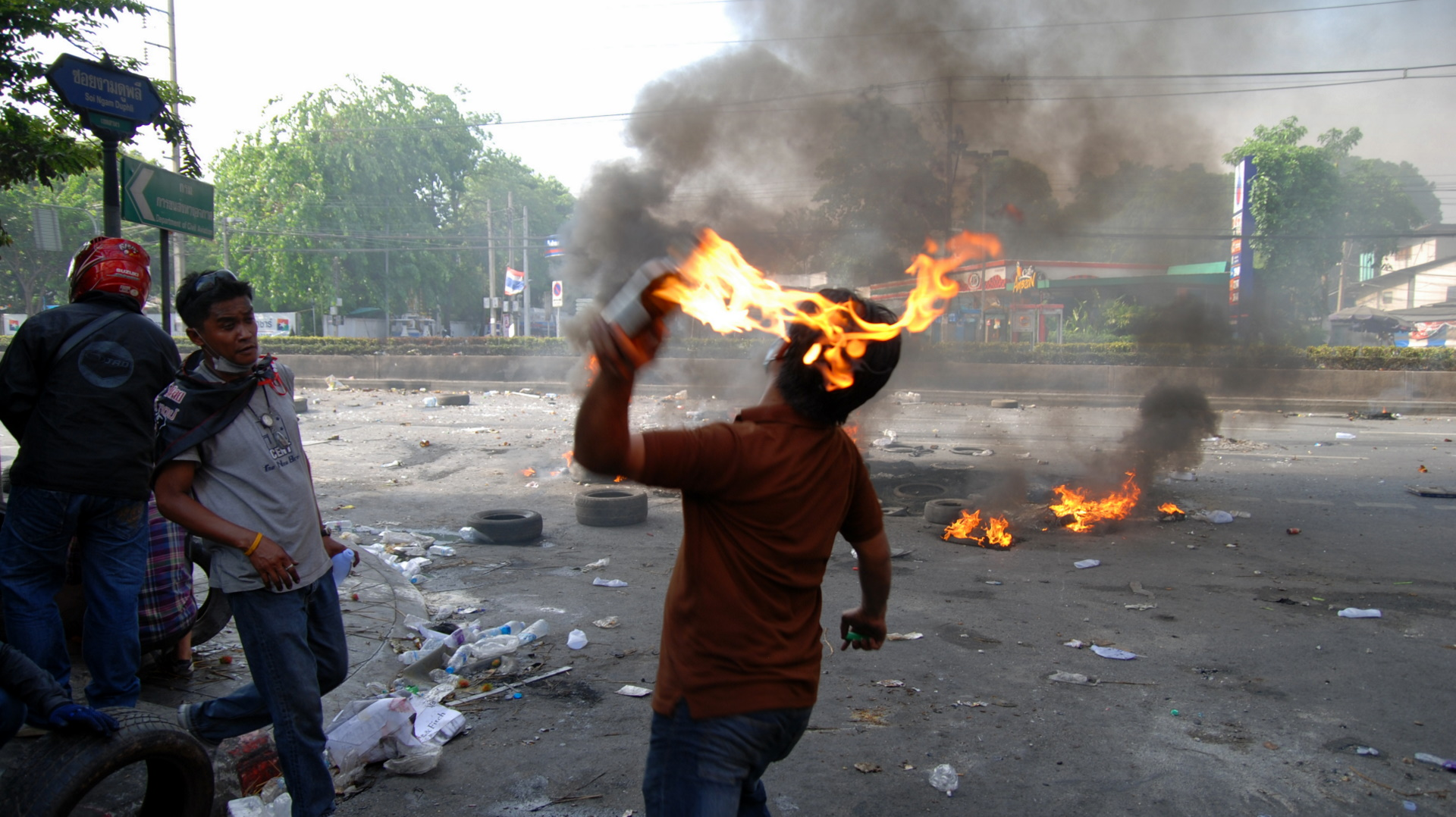
Пляшки із запальною сумішшю, що їх використовували протестувальники в Таїланді, у травні 2010.

Найпоширеніші рецептури запалювальної суміші:
- сучасна рецептура — 3/4 бензину на 1/4 мастила, 10-20 мл гудрону
- рецептура Че Гевари — 3/4 бензину на 1/4 мастила
- рецептура Вазовського — 2/4 бензину, 1/4 мастила, 1/4 етилового спирту + 10-20 грам сухої суміші дрібних алюмінієвих і залізних ошурок в тонкостінній скляній ампулі
- фінська рецептура — до бензину додають 10-20 мл гудрону
- радянська рецептура — рівні частини бензину, гасу і лігроїну, запал — тонкостінна ампула з сумішшю сірчаної кислоти, бертолетової солі і цукрової пудри
- французька рецептура — бензин і ацетон змішують в пропорції 1:1, додають 50 мл скипидару, потім поступово розчиняють у суміші подрібнений пінополістирол до утворення густого сиропу
- турецька рецептура — 70 % бензину, 10 % парафіну, 20 % мастила
- одеська рецептура (варіант французької; використовувалася, зокрема, в ході сутичок на вул. Грушевського) — 70 % бензину, 30 % подрібненого пінопласту, розчиненого до максимальної можливої концентрації в ацетоні.
- рецептура «Правого сектора» — натерти в стружку господарське мило, розчинити в підігрітому на водяній чи піщаній бані бензині чи дизельному паливі, додати алюмінієвої пудри. Така суміш може проплавити сталь.
- рецептура «УНА-УНСО»(перевірена в бойових умовах міської герильї) — уайт-спіритом розводять бітумну мастику до потрібної консистенції та заливають у тонкостінні пляшки. Суміш не розшаровується з часом і залишається однорідною. Дуже добре прилипає до різних поверхонь, важко гаситься водою, дає відносно багато чорного диму. З бавовняної ганчірки розміром 60*10 см виготовляють запал з трьома вузлами — на обох кінцях і посередині. Запал на довжину двох вузлів заштовхують в пляшку із сумішшю[26].

## Особливості застосування
Використання пляшок із запалювальною сумішшю в рядянсько-фінській війні було дуже ефективною асиметричною відповіддю на вторгнення. Ця практика стала важливою складовою психологічної боротьби: показала неготовність окупантів до зміни тактики, а також засвідчила, що до боротьби можуть залучатися цивільні, виготовляючи «коктейлі». Перевага «коктейлів Молотова» полягала в тому, що вони фактично вражали не броню танка, а одразу його екіпаж, блокуючи доступ повітря всередину через вентиляцію. Екіпаж був змушений виходити назовні, де ставав легкою ціллю. Зрештою міф про могутність радянської армії було підірвано, що посприяло нацистським планам з завоювання СРСР.
Сучасна бронетехніка в цілому має ті ж вразливості. Хоча її захищає броня, екіпажі бронетехніки воліють їздити з відкритими люками, коли це можливо, адже це забезпечує набагато кращу видимість і загальну обізнаність, ніж дуже обмежений огляд через перископи та інші пристрої стеження. Відволікання екіпажів на атаки «коктейлями Молотова» робить техніку вразливою до інших атак. Додатково, клуби диму від горіння ускладнюють орієнтування ворога. Для максимально ефективного протистояння ворожій техніці потрібен кумулятивний ефект від декількох влучань «коктейлями Молотова».
При використанні сучасних пляшок з товстішою стінкою по периметру пляшки наносяться склорізом вертикальні насічки з кроком в 1-3 см, щоб підвищити ймовірність руйнування пляшки після удару об поверхню.

## Коктейль Молотова у масовій культурі

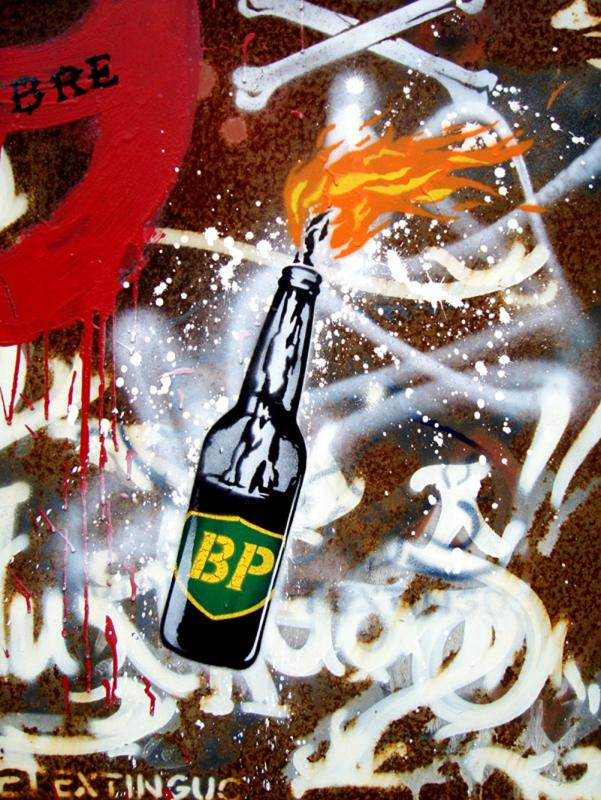
Графіті з «коктейлем Молотова»

### Символізм
«Коктейлі Молотова», які використовувалися в різних конфліктах після Другої світової війни, стали символом деяких нелегальних угруповань і демонстрацій партизанських рухів. Але їхнє використання в боротьбі за незалежність, наприклад, Ізраїлю, додало «коктейлям Молотова» і героїчного ореолу. Згодом термін «коктейль Молотова» прижився в народі і став позначати будь-яку пляшку з вибухонебезпечною рідиною, набувши культового статусу у 1960-ті роки серед ліворадикальних студентів під час «студентських революцій», особливо 1968 року. «Коктейль Молотова» став символом народної, партизанської війни, спрямованої проти загарбників або власної влади, яка легалізує свій тоталітарний контроль над громадянами.

### У кінематографі
- Ніч живих мерців
- Судний день
- Повстання(використовують повстанці-євреї)
- Операція «Мертвий сніг»
- Сімпсони у кіно

### У відеоіграх
- Counter-Strike: Global Offensive
- Left 4 Dead
- Resident Evil 4 та Resident Evil 5 — використовують деякі люди, заражені паразитами Лас Плагас. В грі є можливість знищити коктейль у повітрі чи руці ворога, влучивши у пляшку.
- Payday 2 — доступний для гравців, які купили DLC The Butcher's BBQ Pack або Payday 2: Ultimate Edition в Steam. На етикетці пляшки зображений логотип розробника гри — Overkill Software.
- Killing Floor 2 — коктейлі Молотова є одними із типів гранат класу Firebug.
- Postal 2 — у грі є можливість використати коктейль як міну: поставити на землю, щоб коктейль вибухнув і підпалив невелику ділянку, коли НІП підійде до нього впритул. На етикетці пляшки зображений В'ячеслав Молотов.
- Insurgency
- Far Cry
- GTA
- PUBG
- Battlefield
- Call of Duty
- Enemy Front
- No More Room in Hell
- 7554
- Enter the Gungeon
- The Last of Us та The Last of Us Part II — застосовується для привернення уваги та спалення заражених
- Max Payne

## Цікаві факти
- За даними компанії Google, у 2014 році Коктейль Молотова переміг серед пошукових запитів року в номінації «рецепти»[30].